# أوتو شبيغلبرغ
أوتو شبيغلبرغ (بالألمانية: Otto Spiegelberg)‏‏ (9 يناير 1830 في باينه - 9 أغسطس 1881 في فروتسواف) أستاذ جامعي، وطبيب التوليد والنساء، وطبيب توليد من ألمانيا.